# هیروماسا تاکاشیما
هیروماسا تاکاشیما (ژاپنی: 高島 裕政؛ زادهٔ ۱۷ آوریل ۱۹۸۰) یک بازیکن فوتبال اهل ژاپن است.
از باشگاه‌هایی که در آن بازی کرده‌است می‌توان به باشگاه فوتبال کیوتو سانگا اشاره کرد.